# Тургайские геоглифы
Тургайские степные геоглифы — ряд массивных земляных сооружений в Тургайском прогибе (Костанайская область на севере Казахстана), формирующих геометрические фигурные узоры (геоглифы). Из-за циклопических размеров существование узоров было подтверждено лишь в 2007 году с помощью космических снимков.
Термин «степные геоглифы» не вполне точен, так как геоглифы на территории Евразийской степи обнаружены и в других местах. Например, в 2021 году сообщалось об обнаружении в районе села Хондергей (Республика Тыва) изображения быка (размером 3 на 4 метра), которое относят к окуневской культуре бронзового века.

## Описание
Большие геоглифы диаметром в 400 м и длиной 90 м чаще всего выложены в форме квадрата, прямоугольника или в форме кольца. Но есть и геоглифы, которые не похожи на геометрическую фигуру. Например, «Тургайский триквел» (Тургайская трёхчленная свастика). Некоторым геоглифам также дали названия: «Бестамское кольцо», «Уштогайский квадрат» и другие.
Для их изучения использовали оптическое датирование. Результат показал, что геоглифы были созданы 2800 лет назад. Их размеры достаточно велики, чтобы их можно было с лёгкостью разглядеть на спутниковых снимках высокого разрешения. Например, «Уштогайский квадрат» находится на координатах 50°49′59″ с. ш. 65°19′35″ в. д., «Тургайский триквел» — 50°06′10″ с. ш. 65°21′41″ в. д., в 600-х метрах от города Урпек, «Бестамское кольцо» — 50°22′06″ с. ш. 66°09′00″ в. д..

## История обнаружения
Первооткрывателем геоглифов считается любитель Дмитрий Дей. Он нашёл их случайно, разглядывая карту Google Earth в поисках гипотетических «останков пирамид». Научная публикация казахстанских геоглифов состоялась в 2014 году.
Впоследствии было установлено, что первое сообщение о геоглифах сделал ещё в 1909 году на собрании Оренбургской учёной архивной комиссии Б. А. Скалов. Долгое время геоглифы не замечали, так как с земли их практически невозможно отличить от неровностей ландшафта, в то время как на спутниковых снимках они относительно надёжно идентифицируются.